# Ángel Atienza
Ángel Atienza Landeta, deportivamente conocido como Atienza (Madrid, España, 16 de marzo de 1931 - Barcelona, España, 23 de agosto de 2015) fue un futbolista español que después de retirarse del fútbol se dedicó a diversas artes, siendo reconocido como un reputado pintor y muralista. Su hermano Adolfo Atienza también fue futbolista.

## Trayectoria deportiva
| Club          | País   | Año         |
| ------------- | ------ | ----------- |
| Lucense       | España | 1949 - 1951 |
| Real Zaragoza | España | 1951 - 1954 |
| Real Madrid   | España | 1954 - 1960 |

## Palmarés

### Campeonatos nacionales
| Título             | Club              | Año     |
| ------------------ | ----------------- | ------- |
| Campeonato de Liga | Real Madrid C. F. | 1953-54 |
| Campeonato de Liga | Real Madrid C. F. | 1954-55 |
| Campeonato de Liga | Real Madrid C. F. | 1956-57 |
| Campeonato de Liga | Real Madrid C. F. | 1957-58 |

### Campeonatos internacionales
| Título         | Equipo            | Año     |
| -------------- | ----------------- | ------- |
| Copa Latina    | Real Madrid C. F. | 1955    |
| Copa de Europa | Real Madrid C. F. | 1955-56 |
| Copa de Europa | Real Madrid C. F. | 1956-57 |
| Copa Latina    | Real Madrid C. F. | 1957    |
| Copa de Europa | Real Madrid C. F. | 1957-58 |
| Copa de Europa | Real Madrid C. F. | 1958-59 |

## Trayectoria artística
Ya durante su carrera deportiva había participado en diferentes exposiciones colectivas de pintura. En un viaje por Europa Central se interesó por la realización de murales y los trabajos en vidrio.
A partir de 1964 comenzó su labor como ceramista, trasladándose a Venezuela en 1976 donde prosiguió su labor como escultor utilizando diversos materiales.
Realizó diferentes exposiciones en Alemania, Bélgica, Suiza y España. En el Aeropuerto de Barajas puede verse un mural del autor.